# Mykola Miltschew

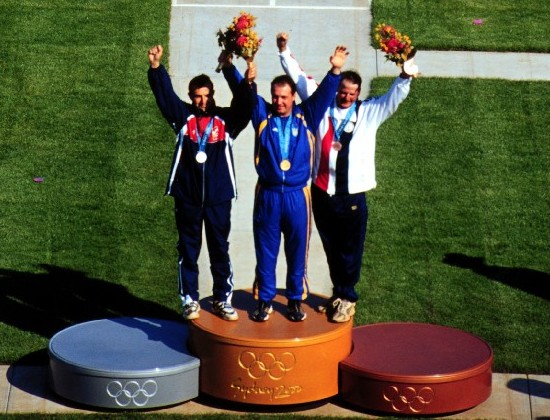
Siegerehrung Olympische Spiele 2000: Miltschew zwischen Petr Málek (links) und James Graves.

Mykola Mykolajowitsch Miltschew (ukrainisch Микола Миколайович Мільчев; * 3. November 1967 in Odessa) ist ein ukrainischer Sportschütze, der 2000 im Wurfscheibenschießen in der Disziplin Skeet Olympiasieger war.

## Karriere
Miltschew begann 1983 mit dem Schießsport. Bei seiner ersten Weltmeisterschaftsteilnahme 1994 belegte er den 93. Platz. 1999 gewann er die Silbermedaille bei den Europameisterschaften in Poussan. Ebenfalls Zweiter war er 2000 beim Weltcup in Kairo. Bei den Olympischen Spielen in Sydney gelang ihm eine makellose Serie. Er zog ins Finale mit 125 Treffern bei 125 Schüssen und traf im Finale 25 von 25. Damit gewann er die Goldmedaille vor dem Tschechen Petr Málek mit 148 Treffern und dem US-Schützen James Graves mit 147 Treffern.
Vier Jahre später verpasste er als Neunter des Vorkampfs mit 121 Treffern den Finaleinzug bei den Olympischen Spielen in Athen. 2006 wurde Miltschew Zweiter beim Weltcup in Suhl und belegte den vierten Platz bei den Weltmeisterschaften in Zagreb. Bei den Olympischen Spielen 2008 in Peking erreichte er nur 109 Treffer im Vorkampf und belegte damit den 32. Rang. 2009 gewann er mit 125 Treffern im Vorkampf und 23 Treffern im Finale den Weltcup in Kairo, 2010 belegte er in Peking den zweiten Platz und in Acapulco wurde er Dritter. 2012 belegte er beim Weltcup sowohl in London als auch in Tucson den zweiten Platz.
2015 belegte Miltschew den fünften Platz bei den Europameisterschaften und 2016 gewann er den Weltcup in Nikosia. Bei den Olympischen Spielen 2016 in Rio de Janeiro war er bei der Eröffnungsfeier Flaggenträger für die ukrainische Mannschaft. Im olympischen Wettkampf qualifizierte er sich mit 122 Treffern für das Finale und dort mit 15 Treffern für den Kampf um Bronze. Diesen verlor er mit 14 Treffern gegenüber 16 Treffern für den unter neutraler Flagge antretenden Abdullah al-Rashidi aus Kuwait.